# Tipton (Missouri)
Tipton – miasto w Stanach Zjednoczonych, w stanie Missouri, w hrabstwie Moniteau.